# Playboys
Playboys е част от втория албум на The Rasmus. Издаден е през 1997 година от Warner Music Finland. Първият сингъл е спонсориран от Pepsi. Затова и ликът на групата украсява кутиите на напитката във Финландия.

## Песни
01. Playboys
02. Blue
03. Ice
04. Sophia
05. Wicked Moments
06. Well Well
07. Sold
08. Carousel
09. Jailer
10. Kola
11. Raggatip
12. Violence
13. Panda

## Сингли
Kola (1997)
Blue (1997)
Playboys (1997)
Ice (1998)